# Viaduc de la ligne B du métro de Toulouse
Le viaduc de la ligne B du métro de Toulouse est un ouvrage d'art ferroviaire en construction situé dans le département français de Haute-Garonne en région Occitanie. Il sera situé sur les communes de Toulouse, Ramonville-Saint-Agne et Labège. Le viaduc sera emprunté par les rames de la ligne B du métro de Toulouse et sa mise en service devrait intervenir en 2027, pour la marche à blanc et l'ouverture de la ligne.

## Situation
Le viaduc constitue la majeure partie du prolongement de la ligne B. Il sera situé au sud de cette dernière, après la station Ramonville ; et se terminera dans la station Labège Madron, commune à la ligne C. Il disposera d'une station construite sur le viaduc vers le début de son tracé, Parc du Canal, et aura une longueur de 2,2 km.
Dans le sens nord-sud, son tracé consiste en un ouvrage de transition le long de la partie toulousaine de l'avenue de l'Europe, et le viaduc longera l'avenue dans Ramonville-Saint-Agne jusqu'à la station Parc du Canal, après avoir franchi le ruisseau Saint-Agne, lui-même parallèle à l'avenue. Après la station, le viaduc franchira le ruisseau du Palays, délimitant le quartier du parc technologique du Canal avec les champs. Au-dessus des champs, le viaduc effectuera une courbe afin de passer au-dessus du ruisseau de Cinquante et immédiatement après la partie sud de l'échangeur du Palays, perpendiculairement aux autoroutes A61 et A620. Il passera ensuite au-dessus de l'Hers-Mort, délimitant la limite entre la commune de Ramonville-Saint-Agne et de Labège, et immédiatement après franchira la route métropolitaine 916. Après cela, il survolera le lac de la Justice, et se retrouvera parallèle au viaduc de la ligne C jusqu'à la station Madron, délimitant la fin du viaduc pour la ligne B.

## Caractéristiques techniques
La longueur totale du viaduc sera de 2,2 kilomètres et aura une hauteur minimale de 6 mètres et maximale de 10 mètres,. 58 piles supporteront l'ouvrage,, dont 7 dans le lac de Labège.

## Histoire
Le chantier a démarré le 24 mars 2023,,, et les travaux d’infrastructures le 9 mai 2023,,.